# Ludvig Holstein-Holsteinborg
Pour les autres membres de la famille, voir Famille von Holstein.
Ludvig Holstein-Holsteinborg, né le 18 juillet 1815 et mort le 28 avril 1892 à Copenhague, est un homme d'État danois. Il est Premier ministre du Danemark de mai 1870 à juillet 1874.